# Cratere Tolkien
Tolkien è un cratere da impatto sulla superficie di Mercurio, in prossimità del polo nord del pianeta.
Il cratere è dedicato allo scrittore inglese J. R. R. Tolkien.